# Ziarat, Pakistan
Ziarat är huvudort för ett distrikt med samma namn i den pakistanska provinsen Baluchistan. Folkmängden uppgick till cirka 3 400 invånare vid folkräkningen 2017.